# Szczodrzejewo
Szczodrzejewo – wieś w Polsce położona w województwie wielkopolskim, w powiecie wrzesińskim, w gminie Miłosław.
W latach 1975–1998 miejscowość administracyjnie należała do województwa poznańskiego.
Przez Szczodrzejewo przebiega czarny szlak rowerowy, łączący Żerków przez Raszewy, Śmiełów, Nową Wieś Podgórną, Czeszewo i Winną Górę z Miłosławiem.
Wieś położona jest na terenie Żerkowsko-Czeszewskiego Parku Krajobrazowego.